# 160 f.Kr.

## Händelser

### Efter plats

#### Seleukiderriket
- Seleukiderkungen Demetrios I, som ger sig av på ett fälttåg till de östra delarna av sitt rike, lämnar sin general Bacchides att styra västra delen av det.
- Som svar på den judiske översteprästen Alkimos vädjan om hjälp leder seleukidergeneralen Bacchides en armé till Judeen med avsikt att återerövra detta nu självständiga kungarike. Bacchides marscherar snabbt genom Judeen efter att ha utfört en massaker på assideierna i Gallileen. Han beger sig skyndsamt till Jerusalem, belägrar staden och fångar mackabéernas andlige och militäre ledare Judas Mackabaios i den. Judas och många av hans anhängare lyckas dock undfly belägringen.
- Judas Mackabaios och många av hans anhängare omgrupperar sig för att möta seleukiderna i slaget vid Elasa (nära nuvarande Ramallah). Då mackabéerna är numerärt kraftigt underlägsna blir de besegrade och Judas Mackabaios stupar i slaget.
- Judas Mackabaios efterträds som mackabéernas ledare av sin yngre bror Jonatan.
- Demetrios I besegrar och dödar den rebelliske generalen Timarchos och erkänns som kung av Seleukiderriket av den romerska senaten. Demetrios får tillnamnet Soter (vilket betyder Frälsare) av babylonierna, för att han har frälst dem från Timarchos tyranni. Därmed är Seleukiderriket temporärt återförenat igen.
- Den partiske kungen Mithradates I erövrar Medien från seleukiderna efter Timarchos död.

#### Baktrien
- Kung Eukratides I av Baktrien anses ha dödat Apollodotos I, en indisk-grekisk kung, som härskar över västra och södra delarna av det Indisk-grekiska kungariket, när han invaderar de västra delarna av detta rike.

#### Armenien
- Artavasdes I efterträder sin far Artaxias I som kung av Armenien.

#### Romerska republiken
- Den romerske pjäsförfattaren Terentius pjäs Adelphoe (Bröderna) uruppförs vid den romerske generalen Lucius Aemilius Paullus Macedonicus begravning.

#### Kina
- Ett Målat baner, från markisens av Dai grav (av Handynastin i Mawangdui i Changsha i Hunan, tillkommer (omkring detta år). Det förvaras numera på historiska museet i Peking.

## Födda
- Jugurtha, kung av Numidien (död 104 f.Kr.)
- Theodosios från Bithynien, grekisk astronom och matematiker, som kommer att skriva Sfaeria, en bok om sfärers geometri (död omkring 100 f.Kr.)

## Avlidna
- Gaius Laelius, romersk general och politiker, som har varit inblandad i Roms seger under det andra puniska kriget mellan Rom och Karthago (död omkring detta år)
- Lucius Aemilius Paullus Macedonicus, romersk konsul, politiker och general vars seger över makedonierna i slaget vid Pydna har gjort slut på det tredje makedoniska kriget (född omkring 229 f.Kr.)
- Artaxias I, kung av Armenien sedan 190 f.Kr. och grundare av Artaxiaddynastin, vars medlemmar skall komma att härska i Armenien i nära två århundraden
- Apollodotos I, indisk-grekisk kung, som, sedan 180 f.Kr., har härskat över de västra och södra delarna av det Indisk-grekiska kungariket, från Taxila i Punjab till Sindh och möjligen Gujarat
- Judas Mackabaios, tredje sonen till den judiske prästen Mattathias, som har lett mackabéernas uppror mot seleukiderna till sin död
- Timarchos, seleukidisk adelsman, möjligen från Miletos i Anatolien, utnämnd till guvernör av Medien i västra Iran av seleukiderkungen Antiochos IV Epifanes och som har gjort uppror mot dennes efterträdare Demetrios I Soter, tills han har stupat i strid med Demetrios styrkor